# Villa Maria (Napoli)

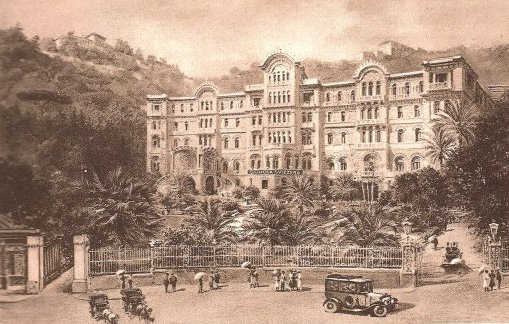
La villa in una foto databile al 1933

Villa Maria (ex Palazzo del Grand Eden Hotel) si innalza a Napoli, in via del Parco Margherita, nei pressi di piazza Amedeo (quartiere Chiaia).
Il palazzo è un'importante testimonianza architettonica del liberty napoletano.

## Storia

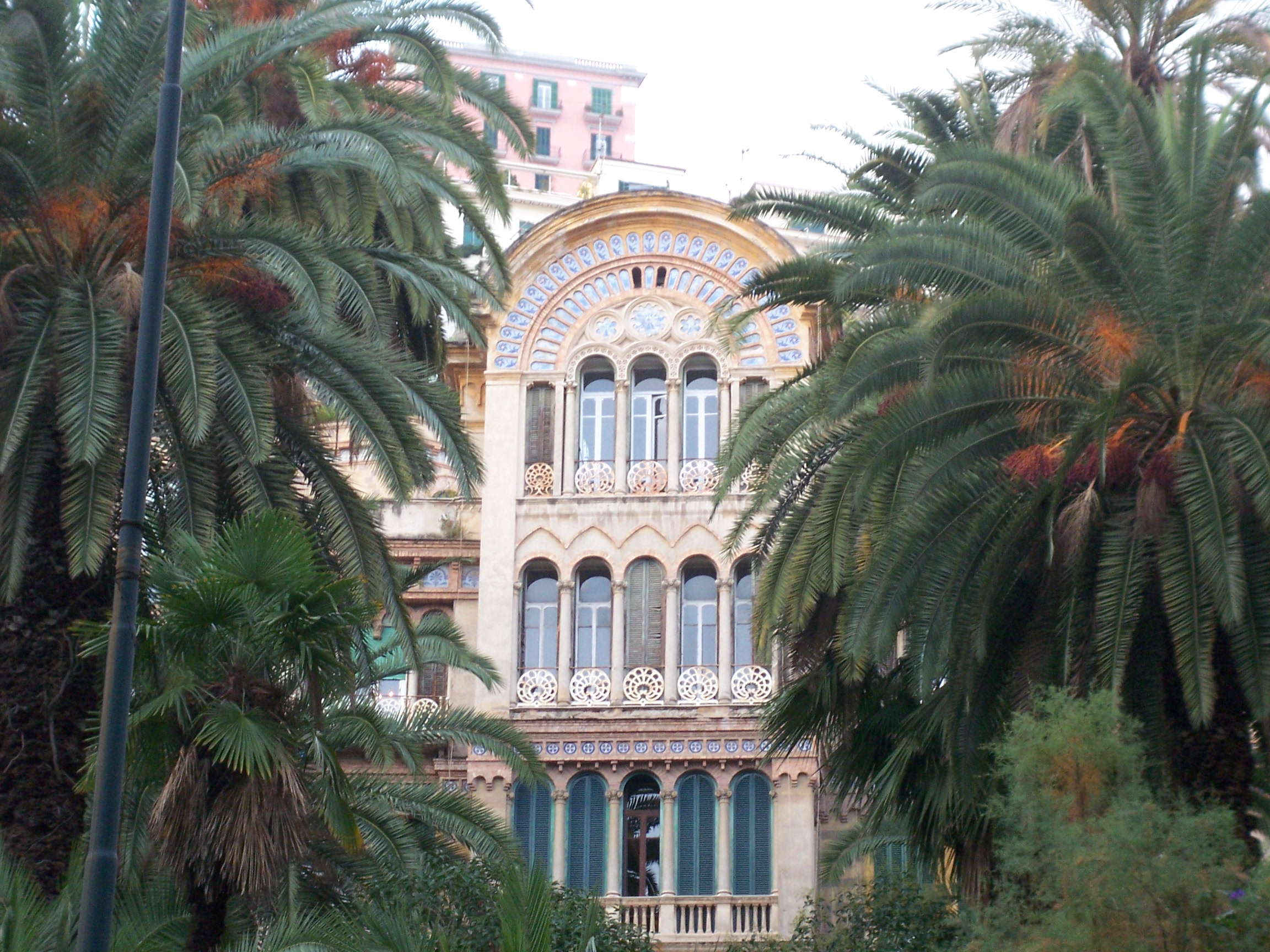
La torre centrale dell'edificio

Il palazzo nacque con lo scopo di ospitare i numerosi ricchi stranieri che la città ospitava nel corso della seconda metà dell'Ottocento. Nacquero così quelle che oggi vengono definite vie d'élite della città partenopea: via Filangieri, via dei Mille, via Vittoria Colonna e via del Parco Margherita, nella quale in quest'ultima strada fu voluto l'hotel.
L'edificio venne così eretto tra il 1899 e il 1901 su progetto del veneto Angelo Trevisan (1849 - 1929) coadiuvato dal giovane ingegnere Gioacchino Luigi Mellucci e su commissione di Giulio Huraut. Il palazzo fu così edificato per completare la neonata piazza Amedeo, completando così il luogo nel quale erano già presenti villa Colonna Pignatelli (1878) e palazzo Balsorano.
Nato come hotel, il palazzo è stato poi destinato a sede della scuola svizzera e successivamente ad abitazioni private.

## Descrizione

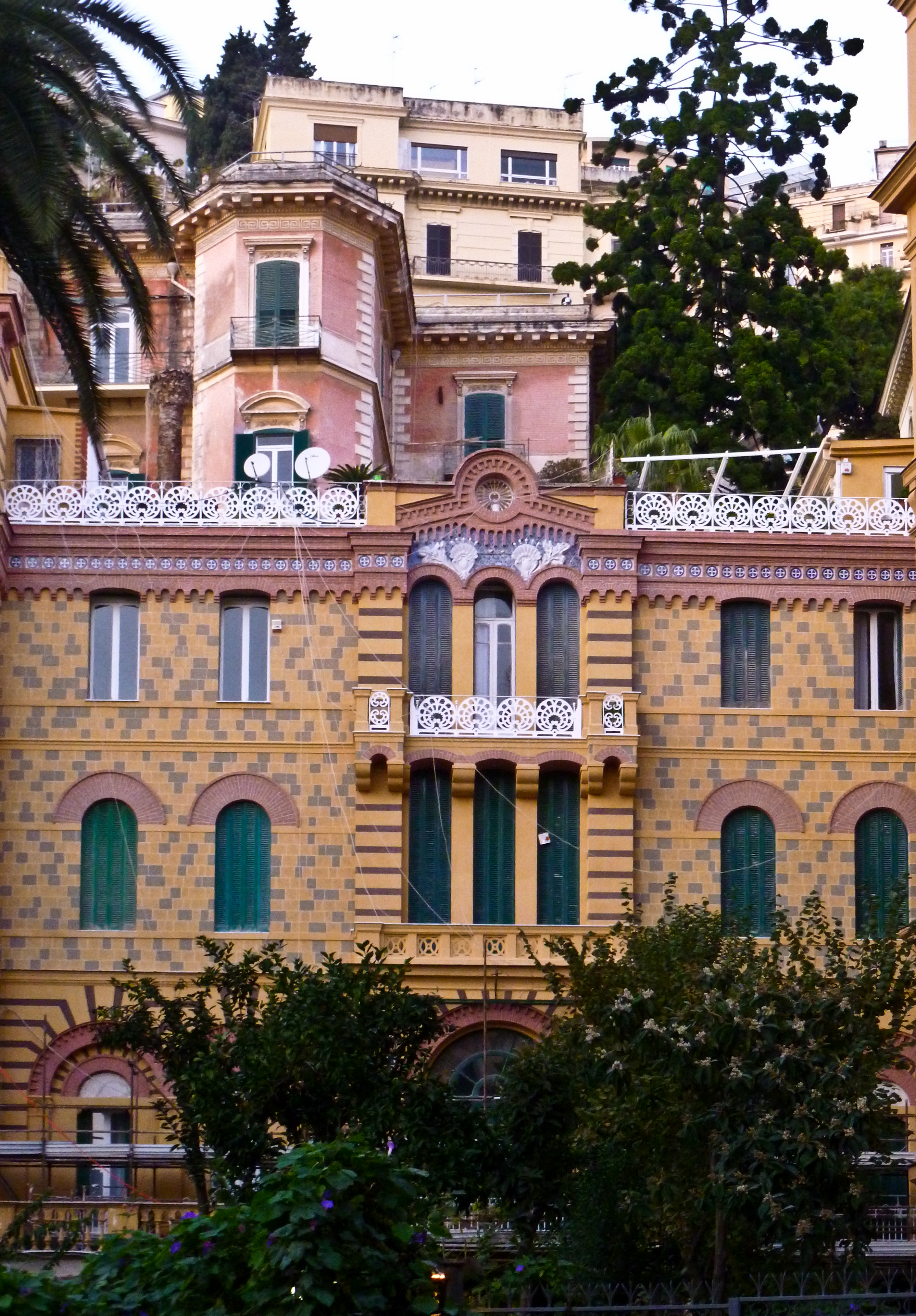
Particolare della facciata

Il palazzo si presenta come un edificio in stile liberty napoletano e mescola influssi eclettici; il corpo centrale è avanzato rispetto agli altri e presenta dal primo al terzo piano uno stile simile all'architettura veneziana e una copertura a botte con il fronte vetrato.
L'accesso al palazzo è dato da due rampe di scale monumentali, in marmo bianco, che abbracciano un padiglione circolare caratterizzato da grandi finestre rotonde.
Accanto alla rampa di scale destra vi è un avancorpo semicircolare che sostiene una terrazza della stessa forma, sulla quale si affaccia un grande salone semicircolare dell'originario albergo, caratterizzato da alte finestre vetrate.
Il palazzo ha infine la caratteristica di non affacciarsi direttamente sulla strada bensì di disporre di uno spazio verde antistante l'ingresso principale.